# San Pedro Tenango el Nuevo
San Pedro Tenango el Nuevo es una localidad del estado mexicano de Guanajuato. Es parte del municipio de Apaseo el Grande.

## Toponimia
El nombre «San Pedro» hace referencia al santo patrono de la localidad: Pedro el Apóstol. El nombre «Tenango» proviene de los términos en náhuatl: tenamitl, muralla; co, lugar. Su significado es «lugar fortificado». El nombre «el Nuevo» es para distinguirlo de la cercana población de San Pedro Tenango.

## Historia
El ejido de San Pedro Tenango el Nuevo fue fundado el 6 de junio de 1919 a partir de un decreto del presidente Venustiano Carranza, que funda el ejido y lo dota de un total de 761 hectáreas para 287 campesinos de la región. En 1938 el presidente Lázaro Cárdenas le concedió 112 hectáreas más al ejido. En 1943 la Suprema Corte de Justicia de la Nación ordena al ejido devolver 96 hectáreas que le habían sido adjudicadas irregularmente.
En 1979 le es expropiado al ejido un tramo para la construcción de un oleoducto para conectar el puerto de Poza Rica, Veracruz, con la Refinería Ing. Antonio M. Amor, ubicada en Salamanca, Guanajuato. En 1989 le son expropiadas 6 hectáreas más para la construcción de la autopista Querétaro-Irapuato.

## Demografía
| Gráfica de evolución demográfica |
|                                  |

| Censo | Población |
| ----- | --------- |
| 1921  | 772       |
| 1930  | 756       |
| 1940  | 358       |
| 1950  | 1 035     |
| 1960  | 1 030     |
| 1970  | 1 356     |
| 1980  | 1 773     |
| 1990  | 2 500     |
| 2000  | 2 421     |
| 2010  | 2 738     |
| 2020  | 2 683     |